# Discographie d'Oasis

## Albums
| Année | Album                              | Charts | Charts     | Charts    | Charts | Charts | Charts | Charts | Charts | Charts | Charts | Charts | Charts | Charts | Charts | Charts | Charts | Charts | Charts | Charts | Charts | Charts |
| Année | Album                              | [ 1 ]  | (Wallonie) | (Flandre) | ,      | [ 1 ]  | [ 4 ]  | [ 2 ]  | [ 5 ]  | [ 6 ]  | [ 1 ]  | [ 1 ]  | [ 1 ]  | [ 1 ]  | [ 1 ]  | [ 1 ]  | [ 1 ]  | [ 1 ]  | [ 1 ]  | [ 1 ]  | [ 1 ]  | [ 7 ]  |
| ----- | ---------------------------------- | ------ | ---------- | --------- | ------ | ------ | ------ | ------ | ------ | ------ | ------ | ------ | ------ | ------ | ------ | ------ | ------ | ------ | ------ | ------ | ------ | ------ |
| 1994  | Definitely Maybe                   | 20     | 44         | -         | -      | 25     | 1      | 58     | 33     | 34     | -      | 4      | 27     | 23     | 55     | 34     | 5      | -      | -      | -      | -      | 1      |
| 1995  | (What's the Story) Morning Glory?  | 8      | 3          | 7         | 1      | 1      | 1      | 4      | 3      | 8      | 5      | 1      | 3      | 1      | 4      | 5      | 1      | 8      | 3      | 1'     | 6      | 1      |
| 1997  | Be Here Now                        | 1      | 2          | 1         | 1      | 2      | 1      | 2      | 2      | 3      | 1      | 1      | 3      | 1      | 1      | 1      | 1      | 1      | -      | 3      | 3      | 1      |
| 2000  | Standing on the Shoulder of Giants | 6      | 15         | 12        | 8      | 3      | 1      | 24     | 5      | 4      | 1      | 3      | 3      | 6      | 16     | 4      | 8      | 4      | -      | -      | -      | 1      |
| 2002  | Heathen Chemistry                  | 8      | 8          | 25        | 5      | 1      | 1      | 23     | 4      | 3      | 3      | 2      | 4      | 4      | 32     | 3      | 16     | 5      | 8      | -      | -      | 1      |
| 2005  | Don't Believe the Truth            | 5      | 12         | 16        | 3      | 3      | 1      | 12     | 2      | 1      | 1      | 3      | 6      | 5      | 11     | 5      | 12     | 9      | 12     | 9      | -      | 1      |
| 2008  | Dig Out Your Soul                  | 4      | 5          | 10        | 5      | 2      | 1      | 5      | 8      | 2      | 1      | 8      | 13     | 5      | 11     | 11     | 6      | 14     | 13     | 14     | 27     | 2      |

## Albums Live
| Année | Album                | Charts               | Charts               | Charts | Charts                 | Charts                |
| Année | Album                | Drapeau de la France | Drapeau de la Suisse |        | Drapeau des États-Unis | Drapeau de l'Autriche |
| ----- | -------------------- | -------------------- | -------------------- | ------ | ---------------------- | --------------------- |
| 2000  | Familiar to Millions | 51                   | 63                   | 5      | 182                    | 49                    |

## Compilations
| Année | Album                                            | Charts               | Charts            | Charts               | Charts | Charts                 | Charts           | Charts                 | Charts              | Charts                | Charts                 |
| Année | Album                                            | Drapeau de la France | Drapeau du Canada | Drapeau de la Suisse |        | Drapeau des États-Unis | Drapeau du Japon | Drapeau de la Belgique | Drapeau de l'Italie | Drapeau de l'Autriche | Drapeau de l'Australie |
| ----- | ------------------------------------------------ | -------------------- | ----------------- | -------------------- | ------ | ---------------------- | ---------------- | ---------------------- | ------------------- | --------------------- | ---------------------- |
| 1998  | The Masterplan (compilation de faces B)          | 20                   | -                 | 40                   | 2      | 51                     | -                | -                      | -                   | -                     | 36                     |
| 2006  | Stop the Clocks (best of)                        | 127                  | 38                | 19                   | 2      | 89                     | 1                | 36                     | 14                  | 22                    | 34                     |
| 2010  | Time Flies... 1994-2009 (compilation de singles) | -                    | -                 | 19                   | 1      | 131                    | -                | 22                     | 7                   | 22                    | 63                     |

## Singles
| Date              | Single                                       | Charts               | Charts            | Charts               | Charts | Charts              | Album studio                       |
| Date              | Single                                       | Drapeau de la France | Drapeau du Canada | Drapeau de la Suisse |        | Drapeau de la Suède | Album studio                       |
| ----------------- | -------------------------------------------- | -------------------- | ----------------- | -------------------- | ------ | ------------------- | ---------------------------------- |
| 11 avril 1994     | Supersonic                                   | 33                   | -                 | -                    | 31     | -                   | Definitely Maybe                   |
| 30 mai 1994       | Rock 'n' Roll Star (Single Radio USA)        | -                    | -                 | -                    | -      | -                   | Definitely Maybe                   |
| 13 juin 1994      | Shakermaker                                  | -                    | -                 | -                    | 11     | -                   | Definitely Maybe                   |
| 8 août 1994       | Live Forever                                 | -                    | -                 | -                    | 10     | -                   | Definitely Maybe                   |
| 10 octobre 1994   | Cigarettes & Alcohol                         | -                    | -                 | -                    | 7      | -                   | Definitely Maybe                   |
| 8 décembre 1994   | Whatever                                     | 15                   | -                 | 24                   | 3      | 10                  | Whatever (EP)                      |
| 24 avril 1995     | Some Might Say                               | -                    | -                 | -                    | 1      | 7                   | (What's the Story) Morning Glory?  |
| 14 août 1995      | Roll With It                                 | -                    | -                 | -                    | 2      | 3                   | (What's the Story) Morning Glory?  |
| 15 septembre 1995 | Morning Glory - (Australie uniquement)       | -                    | -                 | -                    | -      | -                   | (What's the Story) Morning Glory?  |
| 30 octobre 1995   | Wonderwall                                   | 10                   | -                 | 17                   | 2      | 12                  | (What's the Story) Morning Glory?  |
| 19 février 1996   | Don't Look Back in Anger                     | 24                   | -                 | 27                   | 1      | 2                   | (What's the Story) Morning Glory?  |
| 13 mai 1996       | Champagne Supernova - (Australie uniquement) | -                    | -                 | -                    | -      | -                   | (What's the Story) Morning Glory?  |
| 7 juillet 1997    | D'You Know What I Mean?                      | 37                   | 3                 | 20                   | 1      | 2                   | Be Here Now                        |
| 22 septembre 1997 | Stand by Me                                  | 21                   | -                 | 34                   | 2      | 10                  | Be Here Now                        |
| 12 janvier 1998   | All Around the World                         | 95                   | -                 | -                    | 1      | 7                   | Be Here Now                        |
| 19 février 1998   | Don't Go Away - (Japon uniquement)           | -                    | -                 | -                    | -      | -                   | Be Here Now                        |
| 7 février 2000    | Go Let It Out                                | 66                   | 1                 | 23                   | 1      | 14                  | Standing on the Shoulder of Giants |
| 7 février 2000    | Who Feels Love?                              | -                    | 7                 | 66                   | 4      | -                   | Standing on the Shoulder of Giants |
| 17 avril 2000     | Sunday Morning Call                          | -                    | 8                 | -                    | 4      | -                   | Standing on the Shoulder of Giants |
| 15 avril 2002     | The Hindu Times                              | 84                   | 1                 | 15                   | 1      | 13                  | Heathen Chemistry                  |
| 17 juin 2002      | Stop Crying Your Heart Out                   | -                    | 6                 | 48                   | 2      | 23                  | Heathen Chemistry                  |
| 23 septembre 2002 | Little by Little / She Is Love               | -                    | 2                 | 83                   | 2      | 41                  | Heathen Chemistry                  |
| 3 février 2003    | Songbird                                     | -                    | 2                 | 94                   | 3      | 44                  | Heathen Chemistry                  |
| 16 mai 2005       | Lyla                                         | 81                   | 8                 | 26                   | 1      | 18                  | Don't Believe the Truth            |
| 22 août 2005      | The Importance of Being Idle                 | -                    | -                 | 57                   | 1      | 40                  | Don't Believe the Truth            |
| 28 novembre 2005  | Let There Be Love                            | -                    | -                 | -                    | 2      | -                   | Don't Believe the Truth            |
| 21 octobre 2007   | Lord Don't Slow Me Down                      | -                    | -                 | -                    | 10     | -                   | Lord Don't Slow Me Down (EP)       |
| 29 septembre 2008 | The Shock of the Lightning                   | 38                   | -                 | -                    | 3      | 5                   | Dig Out Your Soul                  |
| 1er décembre 2008 | I'm Outta Time                               | 48                   | -                 | -                    | 12     | -                   | Dig Out Your Soul                  |
| 8 mars 2009       | Falling Down                                 | -                    | 2                 | -                    | 10     | 26                  | Dig Out Your Soul                  |

## DVD
- Live by the Sea - (31 août 1995)
  - concert enregistré à Southend Cliffs Pavillion, Southend le 17 avril 1995
- …There and Then - (14 octobre 1996)
  - morceaux enregistrés à Maine Road // Manchester le 28 avril 1996 et à Earl's Court // Londres les 4 & 5 novembre 1995
- Familiar to Millions - (13 novembre 2000)
  - concert enregistré au Wembley Stadium de Londres le 21 juillet 2000
- Definitely Maybe - (6 septembre 2004)
  - DVD commémoratif pour les dix ans du premier album du groupe, incluant les clips ainsi que des versions lives de chaque chanson et des commentaires du groupe.

- Lord Don't Slow Me Down - (29 octobre 2007)
  - Documentaire réalisé par Baillie Walsh retraçant la tournée 2005/2006 du groupe et concert enregistré au City Of Manchester Stadium le 2 juillet 2005.

- 10 Minutes of Noise and Confusion
  - Documentaire en quatre parties, réalisé par Dick Carruthers suivant le groupe sur la route en Amérique du Nord dans le cadre du "Tour of Brotherly Love" en 2001. Ce document est uniquement présent sur les singles DVD : The Hindu Times, Stop Crying Your Heart Out, She is Love/Little by Little, Songbird.